# 齐次函数
在數學中，齐次函数（英語：Homogenous）是一個有倍數性質的函數：如果变數乘以一個係數，則新函數會是原函數再乘上係數的某次方倍。

## 正式定义
假设{\displaystyle f:V\rightarrow W}是域{\displaystyle F}内的两个向量空间之间的函数。 
我们说{\displaystyle f}是“{\displaystyle k}次齐次函数”，如果对于所有非零的{\displaystyle \alpha \in F}和{\displaystyle \mathbf {v} \in V}，都有：
{\displaystyle f(\alpha \mathbf {v} )=\alpha ^{k}f(\mathbf {v} )}
即是，在歐幾里得空間，{\displaystyle f(\alpha \mathbf {v} )=f(k)\ f(\mathbf {v} )}，
其中{\displaystyle f(k)}為指數函數。

## 例子
- 线性函数{\displaystyle f:V\rightarrow W}是一次齐次函数，因为根据线性的定义，对于所有的{\displaystyle \alpha \in F}和{\displaystyle \mathbf {v} \in V}，都有：{\displaystyle f(\alpha \mathbf {v} )=\alpha f(\mathbf {v} )}
- 多线性函数{\displaystyle f:V_{1}\times \ldots \times V_{n}\rightarrow W}是n次齐次函数，因为根据多线性的定义，对于所有的{\displaystyle \alpha \in F}和{\displaystyle \mathbf {v} _{1}\in V_{1},\ldots ,\mathbf {v} _{n}\in V_{n}}都有：{\displaystyle f(\alpha \mathbf {v} _{1},\ldots ,\alpha \mathbf {v} _{n})=\alpha ^{n}f(\mathbf {v} _{1},\ldots ,\mathbf {v} _{n})}
- 从上一个例子中可以看出，两个巴拿赫空间{\displaystyle X}和{\displaystyle Y}之间的函数{\displaystyle f:X\rightarrow Y}的{\displaystyle n}阶弗雷歇导数是{\displaystyle n}次齐次函数。
- {\displaystyle n}元单项式定义了齐次函数{\displaystyle f:\mathbb {R} ^{n}\rightarrow \mathbb {R} }。

例如：
{\displaystyle f(x,y,z)=x^{5}y^{2}z^{3}}
是10次齐次函数，因为：
{\displaystyle (\alpha x)^{5}(\alpha y)^{2}(\alpha z)^{3}=\alpha ^{10}x^{5}y^{2}z^{3}}。
- 齐次多项式是由同次数的单项式相加所组成的多项式。例如：

{\displaystyle x^{5}+2x^{3}y^{2}+9xy^{4}}
是5次齐次多项式。齐次多项式可以用来定义齐次函数。

## 基本定理
- 欧拉定理：假设函数{\displaystyle f:\mathbb {R} ^{n}\rightarrow \mathbb {R} }是可导的，且是{\displaystyle k}次齐次函数。那么：

{\displaystyle \mathbf {x} \cdot \nabla f(\mathbf {x} )=kf(\mathbf {x} )\qquad }。
这个结果证明如下。记{\displaystyle f=f(x_{1},\ldots ,x_{n})=f(\mathbf {x} )}，并把以下等式两端对{\displaystyle \alpha }求导：
{\displaystyle f(\alpha \mathbf {x} )=\alpha ^{k}f(\mathbf {x} )}
利用复合函数求导法则，可得：
{\displaystyle {\frac {\partial }{\partial \alpha x_{1}}}f(\alpha \mathbf {x} ){\frac {\mathrm {d} }{\mathrm {d} \alpha }}(\alpha x_{1})+\cdots +{\frac {\partial }{\partial \alpha {x_{n}}}}f(\alpha \mathbf {x} ){\frac {\mathrm {d} }{\mathrm {d} \alpha }}(\alpha x_{n})=k\alpha ^{k-1}f(\mathbf {x} )}，
因此：
{\displaystyle x_{1}{\frac {\partial }{\partial \alpha x_{1}}}f(\alpha \mathbf {x} )+\cdots +x_{n}{\frac {\partial }{\partial \alpha x_{n}}}f(\alpha \mathbf {x} )=k\alpha ^{k-1}f(\mathbf {x} )}。
以上的方程可以用劈形算符写为：
{\displaystyle \mathbf {x} \cdot \nabla f(\alpha \mathbf {x} )=k\alpha ^{k}f(\mathbf {x} ),\qquad \nabla =({\frac {\partial }{\partial x_{1}}},\ldots ,{\frac {\partial }{\partial x_{n}}})}，
当{\displaystyle \alpha =1}，定理即得证。
- 假设{\displaystyle f:\mathbb {R} ^{n}\rightarrow \mathbb {R} }是可导的，且是{\displaystyle k}阶齐次函数。则它的一阶偏导数{\displaystyle \partial f/\partial x_{i}}是{\displaystyle k-1}阶齐次函数。

这个结果可以用类似欧拉定理的方法来证明。记{\displaystyle f=f(x_{1},\ldots ,x_{n})=f(\mathbf {x} )}，并把以下等式两端对{\displaystyle x_{i}}求导：
{\displaystyle f(\alpha \mathbf {x} )=\alpha ^{k}f(\mathbf {x} )}
利用复合函数求导法则，可得：
{\displaystyle {\frac {\partial }{\partial \alpha x_{i}}}f(\alpha \mathbf {x} ){\frac {\mathrm {d} }{\mathrm {d} x_{i}}}(\alpha x_{i})=\alpha ^{k}{\frac {\partial }{\partial x_{i}}}f(\mathbf {x} ){\frac {\mathrm {d} }{\mathrm {d} x_{i}}}(x_{i})}，
因此：
{\displaystyle \alpha {\frac {\partial }{\partial \alpha x_{i}}}f(\alpha \mathbf {x} )=\alpha ^{k}{\frac {\partial }{\partial x_{i}}}f(\mathbf {x} )}
所以
{\displaystyle {\frac {\partial }{\partial \alpha x_{i}}}f(\alpha \mathbf {x} )=\alpha ^{k-1}{\frac {\partial }{\partial x_{i}}}f(\mathbf {x} )}.

## 用于解微分方程
对于以下的微分方程
{\displaystyle I(x,y){\frac {\mathrm {d} y}{\mathrm {d} x}}+J(x,y)=0,}
其中{\displaystyle I}和{\displaystyle J}是同次数的齐次函数，利用变量代换{\displaystyle v=y/x}，可以把它化为可分离变量的微分方程：
{\displaystyle x{\frac {\mathrm {d} v}{\mathrm {d} x}}=-{\frac {J(1,v)}{I(1,v)}}-v}。